# Ematurga dentaria
Ematurga dentaria är en fjärilsart som beskrevs av Otto Staudinger 1920. Ematurga dentaria ingår i släktet Ematurga och familjen mätare. Inga underarter finns listade i Catalogue of Life.